# Миккельсен, Генриетт
Генриетт Ронде Миккельсен (дат. Henriette Rønde Mikkelsen; род. 21 сентября 1980, Нюкёбинг-Морс) — датская гандболистка, игравшая на позиции левой крайней; чемпионка Олимпийских игр 2004 года, серебряный призёр чемпионата Европы 2004 в Венгрии.

## Карьера

### Клубная
Воспитанница клуба НИФ/ФЛУИФ. В начале своей карьеры выступала за команды НИФ и «Икаст-Бординг». С 2003 по 2011 годы защищала цвета клуба «Виборг», выиграв пять раз чемпионат Дании, пять раз Кубок Дании и три раза Лигу чемпионов ЕХФ (в 2006, 2009 и 2010 годах). Карьеру завершила 16 ноября 2011 после кубкового матча против клуба «Раннерс».

### В сборной
Сыграла 81 матч за сборную и забила 346 голов. На Олимпиаде в Афинах сыграла 7 встреч, забила 15 голов и помогла сборной стать чемпионом игр, реализовав победный 7-метровый удар в финале против сборной Южной Кореи.

## Личная жизнь
Окончила педагогический университет, преподаёт в колледже Скиве. Муж Мадс, дочь Фрида (родилась 20 апреля 2008 года).

## Политическая деятельность
Член социал-демократической партии Дании. Участвовала в муниципальных выборах в 2009 году 17 ноября, набрала 309 голосов и успешно прошла в городской совет Виборга, заполучив один из десяти мандатов социал-демократов.